# El-Lisht
El-Lisht è il nome moderno di una località dell'Egitto, posta a circa 60 km a sud del Cairo e dove è stata ritrovata un'importante necropoli, con complessi piramidali e mastabe risalenti al periodo detto Medio Regno nella sua fase di massima importanza.

Nel sito di El-Lisht vi è la necropoli dell'antica città di Ity Tawy 
| V15 · t | A24 | N17 · N17 · N23 · N23 | O49 |

ỉṯỉ t3wy ovvero Dominatrice delle Due Terre

dove durante la dinastia XII il sovrano Amenemhat I vi trasferì, da Tebe, la capitale.

## Città
Di Iti Tawy restano solo qualche blocco di pietra e le fondamenta di qualche edificio, ritrovati da Perring lungo il canale Mahit del Nilo, tra le odierne città di El-Lisht e Bahma.

## Necropoli
La necropoli è principalmente costituita da due complessi piramidali del Medio Regno, che distano tra loro circa 1 km. e separati da un profondo Uadi: la Piramide di Amenemhat I, a nord, e quella di Sesostri I con una Piramide satellite, a sud. Vi sono poi altri complessi piramidali secondari appartenenti ai nobili ed altre sepolture.
I complessi piramidali erano provvisti di cortile perimetrale, Luogo di culto a nord, Tempio funerario, Rampa processionale, e di Tempio a valle e furono esplorati per la prima volta nelle campagne di scavo di Gaston Maspero nel 1884 - 1885.
La necropoli in cui abbiamo sepolture fin dall'Antico Regno, per l'importanza della sua città Iti Tawy, continuò ad essere attiva per tutto il periodo storico egizio. A causa del notevole degrado delle strutture, dovuto all'infiltrazioni d'acqua nel sottosuolo, quasi tutti gli ambienti della necropoli risultano allagati e ne risulta quindi difficoltoso lo studio da parte della comunità scientifica.

## Elenco piramidi e mastabe a nord
1. Piramide principale di Amenemhat I
2. Mastaba di Antefaker
3. altre mastabe

## Elenco piramidi e mastabe a sud
1. Piramide principale di Sesostri I
2. Piramide satellite di Sesostri I
3. Complesso piramidale secondario 1 di Nefertitatjenen consorte di Amenemhat I[4]
4. Complesso piramidale secondario 2 di Itkayet principessa (non meglio identificata)
5. Complesso piramidale secondario 3 di Mentuhotep (familiare di Sesostri I)
6. Complesso piramidale secondario 4 di Kheperkara
7. Complesso piramidale secondario 5 di Sinuhe (tradizionalmente attribuito)
8. Complesso piramidale secondario 6 di Ignota moglie o figlia di Sesostri I
9. Complesso piramidale secondario 7 di Ignoto
10. Complesso piramidale secondario 8 di Ignoto
11. Complesso piramidale secondario 9 di Ignoto
12. Mastaba di Senwosretankh ( o Senustret-Ankh) sommo sacerdote di Ptah
13. Mastaba di Imhotep (non meglio identificato)
14. Mastaba di Mentuhotep (non meglio identificato)
15. Mastaba di Djehuty
16. Mastaba di Hapy (non meglio identificato)
17. Mastaba di Sehetepibreankh
18. Mastaba A
19. Mastaba c
20. Mastaba Nord
21. Edificio L destinazione ignota
22. Edificio M forse una cappella
23. altre mastabe